# 天宁寺 (福州)
福州天宁寺，位于中國福州南台岛天宁山上，始建于北宋年间，原名崇宁寺，为王祖道所建。政和元年（1111年）改名天宁万寿禅寺，绍兴十三年（1143年）改为报恩光孝寺，于清朝时改为天安寺。宋、元、明时曾为南台八景之一，现仅存双江台、弥勒殿放生池等遗迹，大殿主体已废，遗址为现在的天安小学。